# Lionel Dyck
Pour les articles homonymes, voir Dyck.
Lionel Dyck, né en janvier 1944 en Rhodésie du Sud et mort le 31 mai 2024 au Cap en Afrique du Sud, est un mercenaire zimbabwéen.

## Biographie
Lionel Dyck naît en janvier 1944 en Rhodésie du Sud. Il commence sa carrière militaire en 1961 dans l'armée rhodésienne. Son service se poursuit jusqu'en 1980, année qui marque la transition du pays vers l'indépendance et sa nouvelle identité en tant que Zimbabwe.
Après la création du Zimbabwe, il reste engagé dans l'armée. Il développe une relation professionnelle étroite avec le ministre de la défense Emmerson Mnangagwa. En reconnaissance de ses services, Lionel Dyck reçoit la Croix d'argent du Zimbabwe.
En 1986, il est nommé commissaire aux serments, ce qui souligne son statut respecté. Il prend sa retraite de l'armée en 1990 et s'installe ensuite en Afrique du Sud, où il vit jusqu'à sa mort.
En Afrique du Sud, il passe au monde des affaires en fondant une entreprise spécialisée dans le déminage et la lutte contre le braconnage. En 2012, il crée le Dyck Advisory Group (DAG), une entreprise militaire privée spécialisée dans les opérations mercenaires, le déminage et les services de lutte contre le braconnage.
Entre 2020 et 2021, au Mozambique, le Dyck Advisory Group est engagé par le gouvernement pour participer à la lutte contre les islamistes locaux.
Lionel Dyck succombe en mai 2024 au Cap à un cancer âgé de 80 ans[Selon qui ?] après un long combat contre la maladie.